# Stützlinie

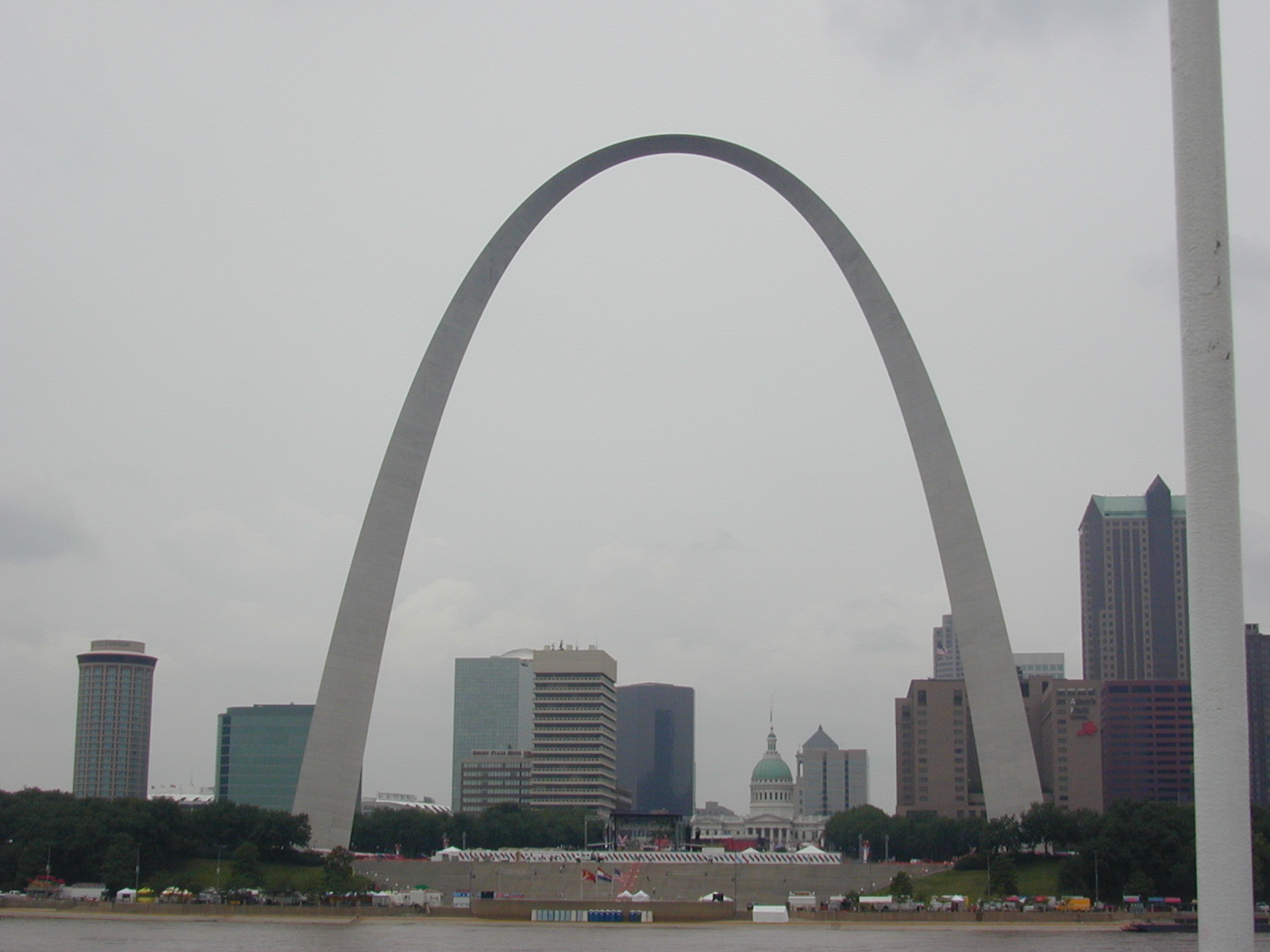
Der Gateway Arch des Jefferson National Expansion Memorial in St. Louis, Missouri trägt nur sein eigenes Gewicht und folgt einer Katenoide, um auftretende Biegemomente zu minimieren.

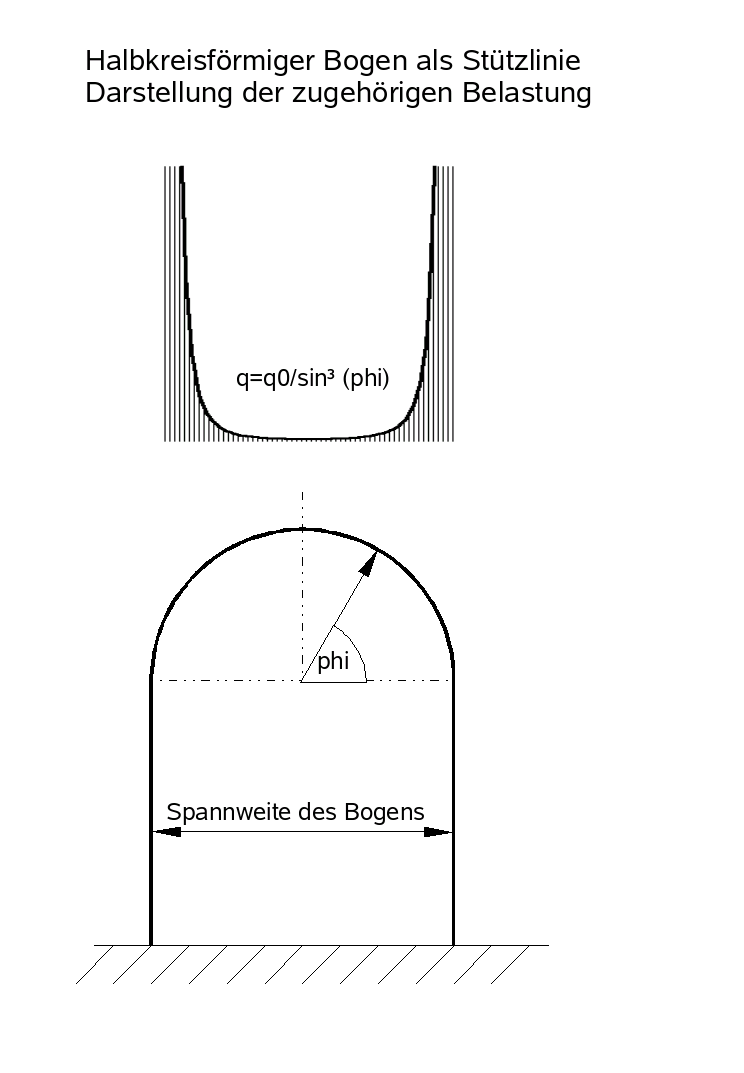
Die obige Kurve zeigt den Lastverlauf (also die Verteilung von Eigenlast zuzüglich Auflast über die Spannweite des Bogens) der nötig wäre, um im unten abgebildeten Bogen keine Biegemomente auftreten zu lassen. Es ist also fast unmöglich, den abgebildeten halbkreisförmigen Bogen in schlanker Form freistehend aufzumauern, da die beiden seitlichen Säulen extrem schwer ausgeführt werden müssten, um den Bogen zwischen sich abstützen zu können, ohne seitlich auszuweichen. Halbkreisförmige Bögen aus Mauerwerk werden darum nur innerhalb von Wänden oder Mauern eingesetzt, die in der Lage sind, die Lasten seitlich abzuleiten.

Als Stützlinie bezeichnet man die Linie in einem Bogen, längs derer die aus der Belastung entstehenden, zusammengefassten Normalkräfte (Druckkräfte) verlaufen. Der Begriff wurde von Franz Joseph Ritter von Gerstner (1756–1832) Anfang der 1830er Jahre eingeführt.

## Begriffserklärung
Bei einem idealen Bogen verlaufen die Normalkräfte entlang der Achse des Bogens (bei mittigem Druck). Damit entspricht die Bogenform des Bogens der Stützlinie (Stützliniengewölbe) und es entstehen keine Momente.
Bei einem freistehenden gemauerten Bogen oder Gewölbe muss die Stützlinie innerhalb des tatsächlichen Bogens verlaufen, um die Stabilität zu gewähren. Bei einem Bogen oder Gewölbe aus Stahl oder Stahlbeton ist dies nicht nötig, da diese Materialien auch Zugkräfte aufnehmen können.
Die Stützlinie gilt immer nur für eine bestimmte Last. Verändert sich die Belastung eines stabilen Bogens, so kann dieser durch entstehende Zugkräfte und Momente instabil werden.
Ein Bogen folgt einer Stützlinie, wenn in seinem gesamten Querschnitt bei einer gegebenen Belastung nur Druckspannungen vorhanden sind. Biege-, Schub- und Torsionspannungen treten dann nicht auf. Bei einem nur mit seiner eigenen Gewichtskraft belasteten Bogen folgt die Stützlinie einer umgekehrten Kettenlinie (Katenoide). Sofern der Bogen eine über die Bogenspannweite verteilte Gleichstreckenlast trägt, entspricht die Stützlinie einer quadratischen Funktion (Parabel). Der Materialeinsatz für einen in einer Stützlinie verlaufenden Bogen ist minimal, die Stützlinie repräsentiert damit ein Optimum.
Die Kettenlinie eines durch sein Eigengewicht belasteten Bogens (mit entlang seines Verlaufs gleichmäßig schwerem Querschnitt) lässt sich ermitteln, indem man eine Kette an ihren Enden aufhängt. Weitere auf den Bogen wirkende Kräfte lassen sich durch an der Kette hängende Gewichte simulieren. Wie in einem Seil können in der biegeweichen Kette nur Zugkräfte auftreten, keine Momente oder Druckkräfte. Um die Stützlinie zu erhalten, spiegelt man die Kettenlinie um eine horizontale Achse.
Wenn die Bogenform von der Stützlinie abweicht, können die Biegemomente so groß werden, dass Risse auftreten und der Bogen schließlich kollabiert.
Bei Brücken führt der Fahrzeug- und Fußgängerverkehr zu asymmetrischen Lasten, welche die Stützlinie verzerren (insbesondere bei leichten Brückenkonstruktionen). Für die entstehenden Biegemomente muss der Bogen verstärkt werden (z. B. durch zusätzliche Biegeträger).

### Berechnung
Bei vorgegebener Geometrie eines Gewölbes ist der ideale Lastverlauf für die Baustatik von Interesse. Im Falle eines halbkreisförmigen Bogens ist dies die Funktion:
{\displaystyle q\left(\varphi \right)={\frac {q_{0}}{\sin ^{3}\left(\varphi \right)}}}
wobei {\displaystyle q_{0}\ } die senkrechte Belastung in der Mitte des Bogens, {\displaystyle \varphi } der am Halbkreis des Bogens abgetragene Winkel und {\displaystyle {\sin ^{3}\left(\varphi \right)}} der zur dritten Potenz erhobene Sinus dieses Winkels ist. An den Auflagern des Bogens wird q unendlich groß (siehe Abbildung), wobei obendrein eine unbegrenzte senkrechte Belastbarkeit der Auflager vorausgesetzt werden muss. Dies zeigt, dass sich ein feingliedriger halbkreisförmiger Bogen im Gegensatz zur (umgekehrten) Katenoide kaum freistehend konstruieren lässt. Es müsste nahe der Auflager sehr viel Masse auf dem Bogen lasten, während er zum Scheitel hin fast gewichtslos auszuführen wäre. Halbkreisförmige Bögen und sogar horizontal verlaufende Stürze sind dennoch stabil, wenn sie unverschieblich in das darüberliegende Mauerwerk eingebunden sind, das in der Lage ist, die entstehenden seitlichen Schubkräfte aufzunehmen.
Zur Dimensionierung eines Bogens werden die Druckspannungen entlang der Stützlinie ermittelt. Nach der Stabilitätstheorie müssen Bogenkonstruktionen zusätzlich auf Knicken, Beulen und weitere Lastfälle hin untersucht werden.
Das Konzept der Stützlinie ist vergleichbar mit dem der Spannungstrajektorien.